# Макс Майн
Макс Майн (настоящее имя — Макси́м Степа́нович Степа́нов) (8 августа 1914, Нефёдкино, Царевококшайский уезд, Казанская губерния, Российская империя — 5 мая 1988, г. Йошкар-Ола, Марийская АССР) — марийский советский поэт, прозаик, переводчик, журналист, редактор. Участник Недели марийской поэзии в Москве (1956). Народный поэт Марийской АССР (1974). Участник Великой Отечественной войны. Член ВКП(б).

## Биография
Родился 8 августа 1914 года в д. Нефёдкино (Непот) Арбанской волости Царевококшайского уезда Казанской губернии (ныне Медведевский район Республики Марий Эл) в бедной крестьянской семье. Максим был четвёртым сыном в семье и рано потерял отца. Учился сначала в Нурминской начальной школе, а с осени 1927 по 1931 годы — в Йошкар-Олинской семилетней школе (ныне средняя школа № 2 г. Йошкар-Олы).

Учёба, первые встречи со знаменитыми писателями и поэтами пробудили в душе мальчика любовь к литературе, чтению книг и желание заниматься словесным творчеством. Поэт рассказывает об этом в автобиографическом очерке «О себе» в книге «Шагает пионерия»:
«В сырую осень 1927 года, оставив свою родную деревню Нефёдкино, направился я в Йошкар-Олу (тогда ещё Краснококшайск) искать своё счастье, свою судьбу. За плечами у меня висел холщовый мешок, куда мама положила полкаравая хлеба и немного туары — вроде твёрдого творога. Неграмотная мать сердцем чувствовала, что при новой жизни без ученья нельзя. Она помнила, как со слезами на глазах ходила к соседу Григорию Трофимовичу, грамотному человеку, читать письма отца с фронта первой мировой войны» За время учёбы в Йошкар-Олинской семилетке будущий поэт познакомился с малоизвестными тогда драматургом Н. Арбаном, поэтами Й. Осмином, В. Ошэлом, преподавателем-музыковедом П. Никифоровым, преподавателем, будущим народным писателем С. Николаевым и другими, посещал творческие мероприятия, помещал свои стихи в рукописном литературном журнале".
В 1931—1934 годах учился в Московском редакционно-издательском техникуме. По его окончании он работал редактором областного радиокомитета и сотрудником редакции Медведевской районной газеты.
В 1938—1940 годах М. Степанов был студентом Марийского учительского института, по окончании которого продолжил журналистскую деятельность в редакции газеты «Марий коммуна».

В январе 1942 года М. Степанов был призван на фронт. В годы Великой Отечественной войны он сражался в 32-м полку, который входил в состав 12-й гвардейской Пинской ордена Суворова стрелковой дивизии: был миномётчиком, командиром отделения в звании гвардии сержанта. Был литературным редактором брошюр, в которых помещались статьи и очерки о боевых путях полка, о геройских подвигах офицеров, сержантов и солдат. В 1944 году стал членом ВКП(б). Вместе со своей дивизией писатель принимал участие в битвах под Орлом и Курском, форсировал Днепр, освобождал города и сёла Украины, Белоруссии, Прибалтики, прошёл через всю Польшу, штурмовал Берлин. Войну сержант Степанов закончил в составе 151-го гвардейского ордена Богдана Хмельницкого стрелкового полка 52-й гвардейской стрелковой Рижской ордена Ленина, ордена Суворова и ордена Кутузова дивизии. В своих воспоминаниях о войне М. Майн впоследствии напишет:
«…Я хорошо помню свой боевой путь. Дымные фронтовые дороги, сожжённые города и посёлки, гибель друзей. Враг упорно сопротивлялся. Но наши войска неудержимо двигались вперёд. И вот, наконец, апрель, май 1945 года. Бои идут в Берлине. Всё гудит от автоматного, пулемётного и артиллерийского огня, рушатся здания, сыплется штукатурка. Наши воины, очищая от фашистов квартал за кварталом, продвигаются к рейхстагу… Кажется, всё ясно: сопротивление фашистов бесполезно, но в своём тёмном фанатизме они цепляются за каждое здание, за каждую каменную стену. Но вот наступает безоговорочная капитуляция врага. Победа. Радость безмерная».
После демобилизации, возвратившись на родину в 1945 году, М. Майн снова начал работать в области журналистики, устроившись сотрудником редакции газеты «Марий коммуна». В 1951—1954 годах он обучался в Высшей партийной школе при ЦК КПСС. В дальнейшем работал главным редактором Марийского книжного издательства, литературным сотрудником, заведующим отделом литературы и культуры редакции газеты «Марий коммуна», регулярно печатал здесь свои статьи, очерки и стихотворения.
Умер 5 мая 1988 года в Йошкар-Оле, похоронен на Туруновском кладбище.

## Литературная деятельность
Литературной деятельностью М. Майн начал заниматься в конце 1920-х годов: несколько его рассказов и стихов было напечатано на страницах детского журнала «Пионер йӱк». В 1934 году в областном издательстве вышли сразу два его сборника рассказов для детей — «Записки брата» и «Всегда готовы». В развитии творчества молодому автору помогали не только С. Чавайн, но и ставший уже известным в то время комсомольский поэт О. Ипай.

В 1939 году был издан его первый поэтический сборник «Пеледше мланде» («Цветущая земля»). Марийский поэт, журналист В. Колумб в своё время достаточно высоко отзывался о поэтическом дебюте М. Майна:
«В нём он воспевает созидательный труд освобождённой марийской женщины („Олий“), отдалённым отголоском звучат мотивы, навеянные тяжёлым детством („Счастье пришло“), лаконично и свежо зазвучали детские стихи („За деревней“, „В лагере“, „Весна наступила“)».
М. Майн — член Союза писателей СССР с 1941 года. В годы Великой Отечественной войны М. Майн выпустил три книги: «Клятва» (1942), «Родина верч! Сталин верч!» («За Родину! За Сталина!», 1943), «Патыр-шамыч» («Богатыри», 1945). В обзорном научном исследовании «История марийской литературы» (1989) о произведениях военного периода творчества М. Майна отмечено:
«Его произведения часто публиковались на страницах военных газет „За Родину!“, „Гвардия“ и „Фронтовик“, издаваемых политуправлениями войсковых соединений. Так, на страницах газеты „Гвардия“ были напечатаны его стихотворные очерки „Пулемётчик Пойда“, „Санитарка Валя“, в газете „За Родину!“ — „Баллада о девушке-партизанке“, поэма „Три сына“. В них поэт воспевал духовное величие советских людей, отобразил их подвиг во имя Родины. …Поэт-гвардеец в дни боёв вблизи Курска создал цикл стихов и песен о бойцах, представителях разных народов. Героями его стали друзья-однополчане „Алибаев — упорный и смелый казах“, „житель Самарканда Аранбаев“, „Тургумбай — загорелый узбек“, „сын Чувашии Антипов“. Несколько стихотворений М. Майн посвятил снайперу-алтайцу Килину и киргизу Бикудбаеву. Этот цикл опубликован в сборнике „Под гвардейским знаменем“, отпечатанном в 1943 году в типографии освобождённой Калуги».
В августе 1956 года М. Майн в составе делегации писателей от Марийской АССР стал одним из участников Недели марийской поэзии в Москве, где выступал в Краснознамённом зале Центрального Дома Советской Армии, Центральном парке культуры и отдыха им. М. Горького, парке культуры и отдыха «Сокольники». Его стихотворения активно обсуждались на семинарах под председательством советского поэта М. Светлова в Союзе писателей СССР и получили при этом, в целом, положительные отклики.
Преобладающей в творчестве поэта-фронтовика М. Майна стала военно-патриотическая тема. Этой теме, в частности он посвятил наиболее крупные свои произведения: книгу фронтовых записок «Салтакын ужмыжо» («Глазами солдата») (1967) и трёхактную драму «Ануш» (1971), поставленную в Марийском государственном театре драмы им. М. Шкетана. Основой сюжета драмы послужили подвиги Зои Космодемьянской и воспитанницы марийского комсомола, героини-партизанки Ольги Тихомировой. О ней ранее М. Майном была написана поэма «Девушка из Лапшино».
М. Майн был активным собирателем и большим знатоком марийского фольклора. Схожие мотивы имеют его поэмы-сказки «Человек-богатырь» (1940), «Сказание о счастье» (1940), сборник рассказов по мотивам марийских легенд и преданий «Заветный родник» (1961, совместно с В. Муравьёвым) и др.
Всего М. Майном издано более 30 книг, из них: 20 книг — на марийском и 7 — на русском языках.

## Основные произведения
Ниже приведён список основных произведений М. Майна на марийском языке и в переводе на другие языки:

### На марийском языке
- Шольымын возымашыж гыч: тунемше пионер нерген ойлымаш [Записки брата: рассказ о пионере]. — Йошкар-Ола, 1934. — 40 с.
- Ямде улына: икшыве-шамыч нерген ойлымаш [Всегда готовы: рассказы о детях]. — Йошкар-Ола. 1934. — 36 с.
- Пеледше мланде: стих-шамыч сб. [Цветущая земля: стихи]. — Йошкар-Ола, 1939. — 80 с.
- Клятва: почеламут-шамыч [Стихи]. — Йошкар-Ола, 1942. — 44 с.
- Родина верч! Сталин верч!: почеламут-вл. [За Родину! За Сталина!: стихи]. — Йошкар-Ола, 1948. — 52 с.
- Патыр-шамыч: почеламут сб. [Богатыри: сб. стихов]. — Йошкар-Ола, 1945. — 48 с.
- Патырлык нерген муро: почеламут-шамыч [Песня о мужестве: стихи]. — Йошкар-Ола, 1949. — 80 с.
- Мир верч сар ваштареш: почеламут-вл. [За мир против войны: стихи]. — Йошкар-Ола, 1952. — 84 с.
- Кудывечым кӧ ӱштын?: ойлымаш-вл. [Кто подмёл двор?: рассказы]. — Йошкар-Ола, 1959. — 24 с.
- Почеламут-влак [Стихи]. — Йошкар-Ола, 1960. — 112 с.
- Коремыште: ойлымаш-вл. [В овраге: рассказы]. — Йошкар-Ола, 1963. — 28 с.
- Мландын йӱкшӧ: почеламут-вл. [Голос земли: стихи]. — Йошкар-Ола, 1964. — 96 с.
- Ший памаш: пьеса-вл. [Серебряный родник: пьесы]. — Йошкар-Ола, 1966. — 80 с.
- Салтакын ужмыжо: фронтовикын блокнотшо гыч [Глазами солдата: фронтовые записи]. — Йошкар-Ола, 1967. — 72 с.
- Пионерий ошкылеш: ойлымаш ден йомак-вл. [Пионерия шагает: рассказы и сказки]. — Йошкар-Ола, 1968. — 84 с.
- Тукымын семже: почеламут, баллада, поэма [Мелодии поколения: стихи, баллада, поэма]. — Йошкар Ола, 1973. — 144 с.
- Ануш: пьеса, ойлымаш, шарнымаш [Аннушка: пьесы, рассказы, воспоминания]. — Йошкар-Ола. 1975. — 176 с.
- Кӱтӱчын ӱдыржӧ: йомак пьеса-вл. [Дочь пастуха: пьесы-сказки]. — Йошкар-Ола, 1977. — 116 с.
- Тӱжем йолташ: ойлымаш-вл. [Тысяча друзей: рассказы]. — Йошкар-Ола, 1978. — 76 с.
- Волгыдо урем: почеламут, баллада, муро [Светлая улица: стихи, баллада, песни]. — Йошкар-Ола, 1981. — 184 с.
- Тулан кӱкшака: очерк, шарнымаш [Огненная высота: очерки, воспоминания]. — Йошкар-Ола, 1984. — 192 с.

### В переводе на другие языки
- Гусли поют о счастье: стихи. — М., 1952. — 108 с.
- Пуговица: рассказы / пер. на рус. В. Муравьёва. — М., 1960. — 16 с.
- Заветный родник: рассказы по мотивам мар. легенд и преданий / В. Муравьёв, М. Майн. — Йошкар-Ола, 1961. — 64 с.
- Кто подмёл двор?: рассказы / пер. на рус. В. Муравьёва. — М., 1964. — 48 с.
- Пуговица: рассказы / пер. на укр. — Киев, 1964. — 16 с.
- Человек-богатырь: стихи и поэмы. — Йошкар-Ола, 1970. — 76 с.
- Весточка: стихи / пер. на рус. А. Коренева // Великая Отечественная. Т. 2. — М., 1970. — С. 487.
- Когда же я свадьбу снаряжу?: стихи / пер. на рус. Г. Горностаева // Песнь любви. Т. 2. — М., 1972. — С. 121.
- Последние дни в Берлине / пер. на рус. А. Некрасова // Бойцы нашей батареи: рассказы писателей участников Великой Отечественной войны. — М., 1974. — С. 428—432.
- Подарок для друзей: рассказы / пер. на укр. — Киев, 1974. — 32 с.
- Кто подмёл двор?: рассказы / пер. на рус. В. Муравьёва. — М., 1974. — 48 с.
- В час передышки / пер. на рус. А. Мосунова // Ради жизни на земле: стихотворения о Великой Отечественной войне. — М., 1975. — С. 145.
- Весточка; Советская улица / пер. на рус. А. Казакова // 60 лет советской поэзии. Т. 3. — М., 1977. — С. 273—274.
- Кузнец-удалец: стихи / пер. на рус. Е. Благининой. — М., 1980. — 16 с.
- Сын России: стихи / пер. на рус. М. Головенчица // Братство. — Л., 1982. — С. 234—235.
- Весточка: стихи / пер. на рус. А. Коренева // Победа: стихи военных лет. — М., 1985. — С. 297; Стихи о Великой Отечественной войне. Кн. 1. — М., 1985. — С. 5.

## Награды и звания
- Народный поэт Марийской АССР (1974)
- Орден Красной Звезды (29.04.1945)[11]
- Орден Отечественной войны II степени (1985)
- Медаль «За боевые заслуги» (23.07.1944)[11]
- Медаль «За взятие Берлина»[11]
- Медаль «За победу над Германией в Великой Отечественной войне 1941—1945 гг.»
- Медаль «За освобождение Варшавы»[11]
- Медаль «За трудовую доблесть» (1951)
- Почётная грамота Президиума Верховного Совета Марийской АССР (1945, 1946, 1951, 1964)
- Почётная грамота Президиума Верховного Совета Татарской АССР (1963)
- Почётная грамота Президиума Верховного Совета РСФСР (1984)[12][4]

## Память
- Решением Собрания депутатов городского округа «Город Йошкар-Ола» VI созыва от 27 февраля 2015 года памятная доска поэту была установлена в г. Йошкар-Ола на доме № 47 по ул. Красноармейской. Надпись на ней гласит: «В этом доме с 1972 по 1988 гг. жил народный поэт Марийской АССР Макс Майн (Степанов Максим Степанович)»[13].
- В Медведевском историко-художественном музее есть раздел экспозиции, посвящённый жизни и творчеству знаменитого уроженца района. Здесь представлены фотографии, документы, книги, рукописи и награды М. Майна[14].
- 11 марта 2019 года на официальном сайте Национального музея Республики Марий Эл им. Т. Евсеева размещена виртуальная выставка «Певец богатырской мощи народа» к 105-летию со дня рождения поэта М. Майна[15].
- 8 августа 2019 года в Историко-художественном музее п. Медведево Марий Эл прошло торжественное мероприятие, посвящённое 105-летней годовщине со дня рождения поэта М. Майна[16].